# Marthon
Marthon ist eine französische Gemeinde mit 547 Einwohnern (Stand 1. Januar 2022) im Département Charente in der Region Nouvelle-Aquitaine; sie gehört zum Arrondissement Angoulême und zum Kanton Val de Tardoire.

## Bevölkerungsentwicklung
- 1962: 481
- 1968: 509
- 1975: 554
- 1982: 509
- 1990: 529
- 1999: 556
- 2016: 558